# Andrène barbue
Andrena barbilabris
Espèce
Synonymes
- Melitta barbilabris Kirby, 1802 - protonyme

L'Andrène barbue (Andrena barbilabris) est une espèce d'andrènes de la famille des Andrenidae. Cette espèce est présente en Europe, dans le Nord de l'Asie (sauf la Chine) et en Amérique du Nord,,.